# Anaerobranca californiensis
Anaerobranca californiensis è una specie di batterio appartenente alla famiglia delle Syntrophomonadaceae.